# Cour d'appel de Turku
La cour d'appel de Turku (en finnois : Turun hovioikeus ; en suédois : Åbo hovrätt) est la plus ancienne cour d’appel de Finlande. Elle a été fondée dans la ville de Turku.

## Histoire
La cour d'appel de Turku est fondée le 15 juin 1623 par procuration du roi Gustave II Adolphe.
Le premier président en sera Nils Tuurenpoika Bielke.
Les premiers temps, la cour fonctionne dans le château de Turku et la maison Billsteen.
En 1671, elle s'installe dans la maison Kankainen qui sera détruite par le grand incendie de Turku.
En 1830, la cour s’installe dans la maison académique où elle fonctionne encore de nos jours.
Elle utilise aussi des espaces dans l'immeuble Gripen, rue Hämeenkatu. 
La cour d'appel de Turku servira toute la Finlande jusqu’en 1776, année de fondation de la cour d'appel de Vaasa.
De nos jours, la cour d'appel de Turku est la seconde de Finlande après la cour d'appel d’Helsinki (fi). Elle emploie environ 120 personnes et traite chaque année environ 2 800 affaires. Sa juridiction couvre 1,3 million d'habitants.